# O Pino
Pour les articles homonymes, voir Pino (homonymie).
O Pino, officiellement en galicien, ou El Pino en espagnol est une commune de la province de La Corogne, située dans la communauté autonome de Galice, au nord-ouest de l'Espagne.